# Línea La Encina-Alicante
La línea La Encina-Alicante es una línea férrea de 78,3 kilómetros de longitud que pertenece a la red ferroviaria española. Se trata de una línea de ancho ibérico (1668 mm), electrificada y en vía única. Inaugurada en 1858, desde entonces la línea ha pasado por manos de varios operadores ferroviarios. En la actualidad el ente público Adif es el titular de todas las instalaciones. Siguiendo la catalogación de Adif, es la «línea 330».

## Historia
Tras la inauguración del ferrocarril Madrid-Aranjuez, en 1851, se planteó su prolongación hasta el Mediterráneo. El marqués de Salamanca se hizo con la concesión estatal para la construcción del ferrocarril hasta Almansa, iniciándose las obras en 1852. En septiembre de aquel año el gobierno subastó la concesión del ferrocarril a Alicante, que se llevó el marqués de Río Florido, si bien este acabaría vendiendo sus derechos de construcción al marqués de Salamanca.
Las obras avanzaron a buen ritmo, en un terreno que no presentaba grandes dificultades orográficas. En 1856 los derechos sobre la línea pasarían a manos de la recién creada Compañía de los Ferrocarriles de Madrid a Zaragoza y Alicante (MZA), la cual nació de la mano de varios empresarios —como el marqués de Salamanca, que aportaría el ferrocarril Madrid-Alicante que tenía en propiedad—. La construcción de la línea se completó el 15 de marzo de 1858, si bien la inauguración oficial no se produjo hasta unas semanas después, el 26 de mayo. El viaje inaugural fue presidido por la reina  Isabel II. 
Las conexiones ferroviarias con Madrid y Valencia se realizaban a través de la estación de La Encina. Además del tendido ferroviario, la línea dispuso desde su inauguración de un servicio telegráfico que discurría a lo largo de todo el trazado.
En 1941, con la nacionalización del ferrocarril de ancho ibérico, la línea Murcia-Alicante quedó integrada en la red de RENFE. Bajo esta compañía se acometería la electrificación de todo el trazado. En 1993 se inauguró la variante de Caudete, mediante la cual se evitaba que los trenes entre Alicante y Valencia tuvieran que invertir su marcha en La Encina. A finales de 2004, con la división de RENFE en Renfe Operadora y Adif, la línea pasó a depender de esta última.